# 金海心
金海心（きんかいしん、ピン音: Jīn Hǎixīn、朝鮮語: 김해심 キム・ヘシム、1978年10月30日 -）は、中国の女性歌手。北京出身で、朝鮮族でもある。

## 経歴
母親は著名な音楽家で大学教授。高校卒業後、アメリカに留学するつもりで手続も終えていたが、出発直前に気が変わって中国の大学に入った。1998年10月にソニー・ミュージックエンタテインメント（中国）から『耳たぶを目覚めさせて』（把耳朶叫醒）を録音し、デビューした。以後中国各地の音楽賞を総なめにし、最初の2集は数百万部を売った。中国歌手としては一種独特な歌い方をするので、人気がある。
2002年7月、ワーナーミュージック（中国）と契約し2004年1月第4集を出した。朝鮮族のなかには朝鮮語曲を歌って朝鮮族歌手を売り物にするグループもあるが、金海心は中国のメジャー歌手であり、朝鮮語曲は出していない。ただ、中国で韓国歌謡祭が開かれるとゲストとして呼ばれることはある。

## 関連する記事
- 包娜娜